# Willem Paerels
Willem Paerels né à Delft (Pays-Bas) le 15 juillet 1878 et mort à Braine-l'Alleud (dans le hameau de Paudure) le 10 février 1962 est un peintre belge de portraits, de paysages, de marines et de natures mortes.

## Biographie
Willem Adriaan Paerels naît à Delft le 15 juillet 1878. Ses parents sont Christiaan Paerels (1851-1921) et Bernardina Racer (1855-1930), mariés à Rotterdam en 1877. Il commence à dessiner dans l'atelier de décoration de son père à Delft et fait ses premiers essais de peinture.
Il s'installe à Bruxelles en 1894 et s'inscrit à l'Académie des Beaux Arts de Bruxelles, mais préfère fréquenter les ateliers libres. En 1904, il épouse en premières noces Maria Forbiseur (1878), dont il divorce en 1912. Le couple a deux filles : Wilhelmina (1902) et Clara (1903). Il se remarie après 1918 avec Hélène Moulaert (1903-2001).
Vers 1900, il commence à participer à des salons et expositions, en présentant des œuvres impressionnistes. Il se lie aux peintres Auguste Oleffe, Louis Thévenet et expose en leur compagnie au cercle Labeur, remplacé en 1907 par Vie et Lumière.
Au salon de La Libre Esthétique en 1906 il est classé parmi les peintres indépendants et participe ensuite à de nombreuses expositions, tant à l'étranger qu'en Belgique, comme au Salon de Bruxelles de 1914, où il expose Nature morte, Portrait de M.G.G. et Trois mâts qui le font bientôt connaître du public. 

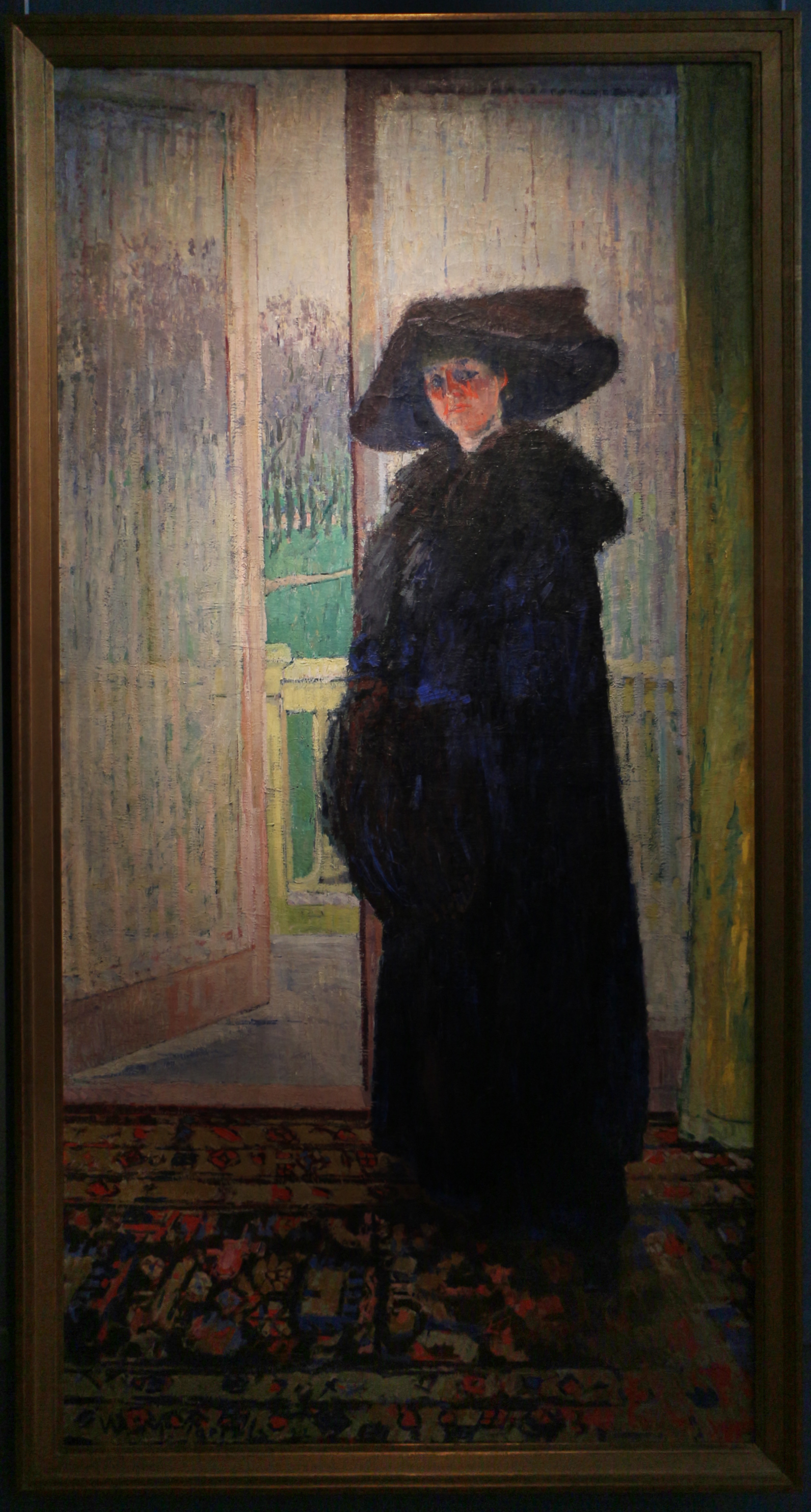
Portrait de femme, 1912
Musée d'Ixelles

En 1914, une première exposition individuelle à la Galerie Georges Giroux l'associe au fauvisme brabançon que promeut cette galerie bruxelloise. Durant les années de guerre qu'il passe aux Pays-Bas, non loin de Rik Wouters, il évolue en simplifiant les formes et accentuant les contrastes chromatiques. 
A son retour à Bruxelles, en 1919, il expose régulièrement, notamment à la galerie Le Centaure, et à l'étranger. 
Il reste fidèle au style élaboré durant les années de l'entre-deux-guerres. En 1930, il est nommé professeur de dessin à l'académie des beaux-arts de Louvain, fonction qu'il assume pendant près de vingt-cinq ans.
En 1934, une bourse du gouvernement lui permet de travailler en Espagne. Il participe aux expositions universelles de Bruxelles en 1935 et de Paris en 1937. Enfin, à l'occasion de son soixantième anniversaire, le Stedelijk Museum d'Amsterdam lui offre une rétrospective.

## Œuvre
Vers 1914, il tend à la simplifier les formes et accentuer les contrastes chromatiques. Cela caractérise les toiles de cette période. 
Sous l'influence du constructivisme tel qu'il se développa en Belgique dans les années vingt, ses coloris s'assombrissent et les formes de ses paysages et natures mortes se font plus synthétiques. Son travail est proche alors de Ramah et de Paul Maas. 

## Collection muséale
- Arlon, musée Gaspar, Collections de l'Institut archéologique du Luxembourg : Marine, lithographie, 40 × 52 cm[3].

## Honneur
- Grand officier de l'ordre de Léopold[1].